# Sedat Artuç
Sedat Artuç (* 9. Juni 1976 in Bitlis) ist ein türkischer Gewichtheber.

## Karriere
Seinen größten Erfolg feierte Sedat Artuç bei den Olympischen Sommerspielen 2004, wo er die Bronzemedaille in der Gewichtsklasse bis 56 kg mit 280 kg erringen konnte.
Zudem gewann er die Bronzemedaille bei der Weltmeisterschaft 2003 in der Kategorie bis 56 kg mit einer Gesamtleistung von 277,5 kg.
Daneben stehen zwei Goldmedaillen 2004 und 2005 und zwei Silbermedaillen 1998 und 2002, die er bei den Europameisterschaften geholt hatte. 2009 wurde der Türke nur Vierter. 2005 wurde er wegen eines Dopingverstoßes für zwei Jahre gesperrt.